# Halol
Halol là một thành phố và khu đô thị của quận Panch Mahals thuộc bang Gujarat, Ấn Độ.

## Địa lý
Halol có vị trí 22°30′B 73°28′Đ / 22,5°B 73,47°Đ Nó có độ cao trung bình là 499 mét (1637 feet).

## Nhân khẩu
Theo điều tra dân số năm 2001 của Ấn Độ, Halol có dân số 41.108 người. Phái nam chiếm 53% tổng số dân và phái nữ chiếm 47%. Halol có tỷ lệ 72% biết đọc biết viết, cao hơn tỷ lệ trung bình toàn quốc là 59,5%: tỷ lệ cho phái nam là 76%, và tỷ lệ cho phái nữ là 66%. Tại Halol, 14% dân số nhỏ hơn 6 tuổi.